# Albrecht von Sternberg

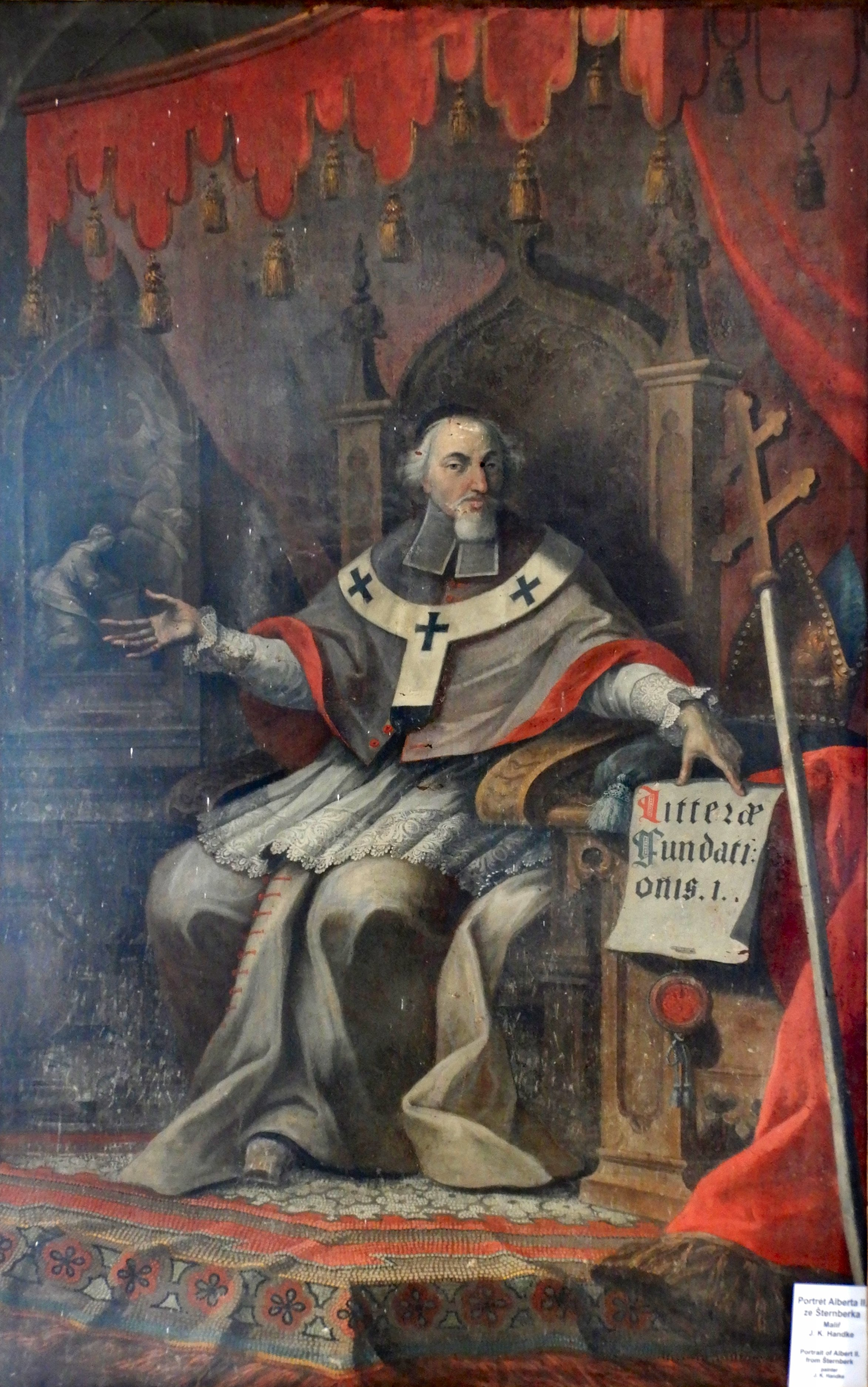
Albrecht von Sternberg

Albrecht von Sternberg (nach der Bischofsliste von Magdeburg: Albrecht II. von Sternberg; manchmal auch: Albert von Sternberg; * um 1333; † 14. Januar 1380 in Leitomischl) war 1356–1365 Bischof von Schwerin; Bischof von Leitomischl und Erzbischof von Magdeburg.

## Herkunft und Werdegang
Albrecht, auch Albert genannt, entstammte dem mährischen Familienzweig der Herren von Sternberg. Seine Eltern waren der mährische Landeshauptmann, Ritter und Baron Stephan/Štěpán von Sternberg und Katharina/Kateřina, geborene von Krawarn auf Burg Sternberg in Mähren. Die Familie zählte zum hohen Adel des böhmisch-mährischen Landes, und so ist es auch nicht zu verwundern, dass der Vater, er starb 1357, ab 1347 mehrfach als Urkundenzeuge im Umfeld des böhmischen Königs Karl IV. erschien.
Albrecht hatte offenbar eine gute humanistische, liturgische und auch kunsthistorische Ausbildung genossen. Man nennt die Universitäten Bologna und Paris, an denen er studierte und sogar die akademischen Titel Dr. theol., Dr. phil. und Dr. iur. erworben haben soll. Schon in jungen Jahren erlangte Albrecht von Sternberg eine Reihe geistlicher Würden. So war er bereits Kanonikus und Praebendar an der Domkirche seines Heimatbistums, als er am 23. April 1352 vom Papst Clemens VI. zum Olmützer Domdekanat und schon am 2. April 1352 zum päpstlichen Kaplan ernannt wurde. Vorher war er Domherr von Olmütz und Titulardomherr von Prag, wo er 1353 zum Domherr aufstieg. In dieser Position gelangte er in den engeren Umkreis des böhmischen Königshauses, wurde Berater und durfte sich auch Rat Kaiser Karls IV nennen.

### Bischof von Schwerin
Nach dem Tod des Schweriner Bischofs Andreas von Wislica ernannte Papst Innozenz VI. auf Bitten Kaiser Karls IV. am 19. Oktober 1356 Albrecht von Sternberg zu dessen Nachfolger. Bei seiner Erhebung auf den Bischofsstuhl von Schwerin war Albrecht bereits Priester. Die Bischofsweihe hat offenbar vor dem 6. November 1356 stattgefunden. Denn an diesem Tage wurden bereits von ihm bisher innegehabte Pfründen anderweitig unter ausdrücklicher Bezugnahme auf die Konsekration vergeben. Bischof Albrecht war sich der Schwierigkeiten seines neuen Amtes bewusst, auch bei der Rückgabe des von ihm innegehabten Pfandbesitzes gegenüber der Familie von Bülow. Auch Ablässe und Vollmachten wurden erteilt, die sich für seine Aufgaben als nützlich erweisen sollten. So der Päpstliche Ablass von ein Jahr und 40 Tagen und ein weiterer Ablass wurde denen gewährt, die innerhalb der nächsten zehn Jahre zur Hauptreparatur und Erweiterung der Schweriner Domkirche hilfreich Hand leisteten. Besagte Urkunden verstärkten den Eindruck, dass der neue Bischof über die Verhältnisse in seinem Bistum recht gut orientiert, auch bei den zu leistenden Bauarbeiten, war. In seelsorgerischer Hinsicht sorgte er bereits vor seinem Eintreffen im Bistum 1357 durch die Ernennung eines Generalvikars in Person des derzeitigen Dompropstes Hermann Holt.
Obwohl ihm in einer päpstlichen Urkunde am 10. März 1360 vom Papst die Dispens von der Residenzpflicht gewährt wurde, hielt sich Albrecht wegen seiner Beratertätigkeit für den Kaiser nur selten in Schwerin auf. Wir finden ihn am 29. August 1358 in Sulzbach, am 27. Oktober in Prag, am 13. Dezember in Breslau. Auch am 7., 19. und 25. Januar 1359 war er in Breslau. Am 10. bis 12. Januar 1360 weilte er Prag, am 27. April in Brünn, am 5. September in Esslingen, am 17. September in Reutlingen und am 25. November in Nürnberg. An diesem Tage bekam er dort am Hofe vom Kaiser persönlich das Garantieversprechen für einen ziemlich hohen ausgeliehenen Geldbetrag.
Im Streit um die Einlösung verschiedener Verpfändungen belegte er 1357 mehrere Mitglieder der Familie von Bülow mit dem Kirchenbann. Erst am 28. Juni 1363 kam es zu einem Vergleich, bei dem Thesaurar Vicko und Reimar von Bülow die bischöflichen Residenzen in Bützow und Warin zugestanden wurden. Dieser Vergleich brachte Bischof Albrecht eine Rente von 300 Gulden jährlich ein und offenbar eine spätere generelle Lösung aus der verworrenen Rechtslage. Da er aber des niederdeutschen Dialekts unkundig war, ließ er seine Diözese durch Generalvikare verwalten. 1357 war es Johannes de Aquis als Domherr in Worms. In den folgenden Jahren dann Johannes von Wunstrop als Priester in Rostock, von 1360 bis 1361 Gerhard Kothe als Kanoniker in Schwerin und von 1364 bis 1365 Heinrich Mauritius als Propst in Bützow und Konrad Schönebecker als Vikar in Ribnitz.
Albrecht von Sternberg kehrte im Jahre 1364 in die mährische Heimat zurück.

### Bischof von Leitomischl
Auf Fürsprache Kaiser Karls versetzte der Papst am 23. August 1364 Albrecht von Sternberg nach Leitomischl, wo er Nachfolger des nach Olmütz transferierten Bischofs Johannes von Neumarkt wurde, mit dem ihn eine enge Freundschaft verband. Albrecht ernannte den Pfarrer Nikolaus von Gitschin zu seinem Offizial und Generalvikar. Einen langjährigen Streit mit dem Leitomischler Domkapitel konnte er 1366 mit einem Vertrag über die Teilung der ehemaligen Burg Leitomischl beenden. Auch um die Güter des Klosters Podlažice gab es mit dem Kapitel Streitigkeiten, bei denen die Kurie angerufen werden musste.
Lange dauerte das Leitomischler Pontifikat Bischofs Albrecht nicht, denn in pflichtgemäßer Heerfolge hatte er sich mit 600 Rossen dem Italienzug des Kaisers angeschlossen und traf im April 1368 am Sammelplatz des deutschen Heeres in Venzone in Friaul ein. Auf dieser Heerfahrt traf ihn durch Papst Urban V. die Ernennung zum neuen Erzbischof von Magdeburg.

### Erzbischof von Magdeburg
Obwohl nach dem Tod des Magdeburger Erzbischofs Dietrich Kagelwit das dortige Domkapitel einen anderen Kandidaten gewählt hatte, wurde Albrecht von Sternberg – wiederum mit Unterstützung des Kaisers – am 9. Juni 1368 als Erzbischof von Magdeburg ernannt. Die Regalien erhielt Erzbischof Albrecht bald aus kaiserlicher Hand ebenso wie das Banner der Kirche von Magdeburg als Zeichen der neuen weltlichen Macht. Albrecht nutzte sogleich das ihm zustehende Recht und schlug 23 Männer seines Gefolges zu Rittern, ein Zeichen seiner gewachsenen Macht und Würde.
Am 3. Dezember des Jahres erfolgte in Begleitung eines zahlreichen Gefolges der feierliche Einzug in die Bischofsstadt ebenso wie die Inthronisation, bald darauf die Huldigung der Städte Magdeburg und Halle. An der neuen Wirkungsstätte entwickelte sich kein besonderes vertrauensvolles Verhältnis zwischen den verschiedenen Organen der Bistumsverwaltung und dem neuen Erzbischof. Allerlei Querelen aus der Magdeburger Zeit haben urkundlichen Niederschlag gefunden.
Schon bald nach dem Amtsantritt verkaufte Albrecht die zum Erzstift Magdeburg gehörende Niederlausitz für 6000 Mark an den Kaiser. Deshalb besteht die Vermutung, der Kaiser habe sich mit der Absicht, dieses Gebiet in seinen Besitz zu bringen, für Albrechts Translation nach Magdeburg eingesetzt. Auch in Magdeburg war Albrechts Amtszeit von Streitigkeiten mit der Stadt und dem Adel überschattet, die dazu führten, dass er dort nicht heimisch werden konnte. Zudem wurde ihm Verschwendung und mangelnde Beherrschung des Niederdeutschen vorgeworfen. Obwohl Albrecht als erster Magdeburger Erzbischof seit 1370 den in Vergessenheit geratenen Titel eines Primas Germaniae führte, resignierte er auf das Erzbistum Magdeburg.

### Nochmals Bischof von Leitomischl

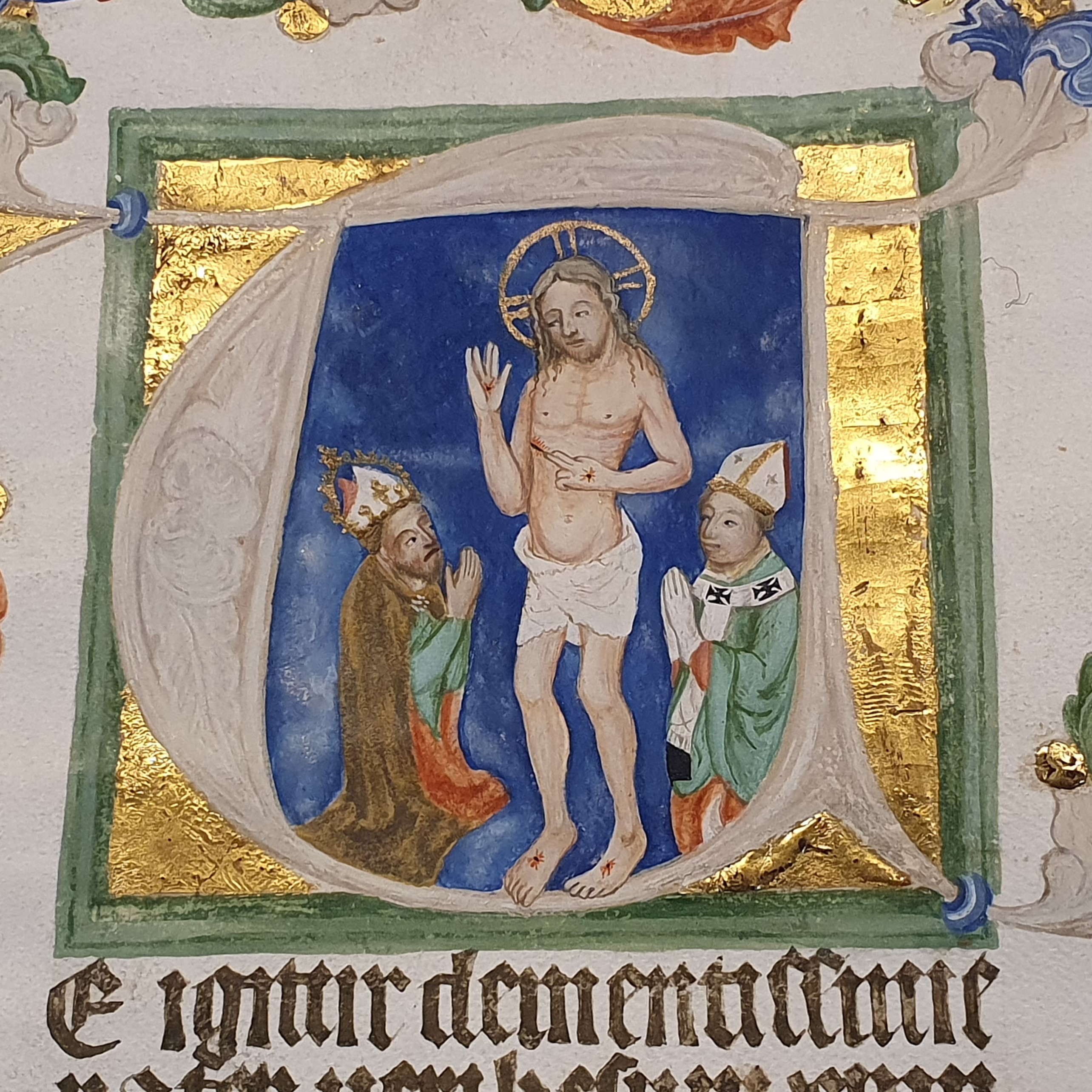
Eine Illumination in der Pontifikalhandschrift von Albrecht von Sternberg, er selbst ist rechts abgebildet

Am 13. Oktober 1371 transferierte Papst Gregor XI. Albrecht von Sternberg wiederum nach Leitomischl und verlieh ihm gleichzeitig den persönlichen Titel eines Erzbischofs. Im Austausch wurde der Leitomischler Bischof Peter Jelito Erzbischof von Magdeburg. Aus Magdeburg brachte Albrecht die Reliquien des heiligen Viktorin mit, der seitdem Diözesanpatron von Leitomischl war. Nikolaus von Gitschin behielt das Amt des Offizials und Generalvikars. Albrecht visitierte das umstrittene Kloster Podlažice und veranlasste die Gründung zahlreicher neuer Klöster in der Diözese. Der Bau des von Johannes von Neumarkt gegründeten Augustinerchorherrenstifts in Leitomischl wurde während Albrechts Amtszeit fertiggestellt, und das von Bischof Peter Jelito errichtete Stift Landskron erhielt weiteren Besitz. Auf seinem bischöflichen Gut Tržek gründete Albrecht 1378 die Kartause Tržek. Obwohl die zweite Leitomischler Amtszeit für die Diözese eine Konsolidierung brachte, konnten die mit dem Kapitel bestehenden Spannungen nicht beseitigt werden.
Albrecht hielt sich häufig auf seinem Familiengut Dědice auf. Seine letzten Jahre verbrachte er in schlechter gesundheitlicher Verfassung auf dem bischöflichen Gut Tržek. Ende der 1370er Jahre erhielt Albrecht den päpstlichem Auftrag, in einem Eigentumsstreit zwischen dem Olmützer Bischof Johannes von Neumarkt und dem Markgrafen Jodocus zu vermitteln. Jobst wurde nachfolgend von Albrecht wegen der Beschlagnahme von Gütern des Olmützer Domkapitels exkommuniziert. Wegen der Vertreibung des Bischofs und des Kapitels wurde auch der Olmützer Stadtrat mit dieser Strafe belegt. Gleichzeitig verhängte Albrecht ein Interdikt über Mähren.
Schon am 4. März 1371 verfasste Albrecht in Prag sein Testament, mit dem er in Sternberg das Augustiner-Chorherrenstift Sternberg mit der Kirche „Mariae Verkündigung“ stiftete und dotierte, deren Bau schon früher begonnen worden war. Alles mit Zustimmung seines Neffen Peter von Sternberg, des zuständigen Ortsbischofs Johann von Neumarkt und des Olmützer Domkapitels.
Am 14. Januar 1380 starb Albrecht von Sternberg und wurde in der Klosterkirche der Kartäuser beigesetzt. Beim Umbau der heutigen Pfarrkirche wurden seine Gebeine in die nördlich angrenzende Maria-Hilf-Kapelle überführt. Eine dort angebrachte Tafel erhielt nachfolgende Inschrift: Alberto una dies finivit tempora vitae – Istifaman nunquam finivit ulla dies. Ein Tag beschloß Alberts Leben. Doch seinen Ruhm wird nie ein Tag verwischen. J. V. S. 1602. Über dem Eingang der Grabkapelle ist das Brustbild des Erzbischofs in einem Blätterkranz, flankiert von zwei Engeln, von denen einer ein Doppelkreuz trägt, zu sehen. In seiner Grabkapelle sitzt der bärtige Erzbischof auf einem Thron, bekleidet mit Talar, Rochett und Mozetta sowie dem Pallium, in der Linken ein ausgerolltes Blatt mit der Inschrift: Litterae fundationis. Daneben gestellt ein Vortragskreuz mit zwei Querbalken.
Die Stadt Sternberg mit der Burg und der gleichnamigen Herrschaft erbte Albrechts Neffe Peter, der 1397 starb.

## Besonderheiten
- Zweibändige Bibel
  - Eine zweibändige Bibel, die für Bischof Albrecht angefertigt wurde, befindet sich heute in der Handschriftenabteilung der Jagellonischen Universität zu Krakau. Sie wird dort unter der Reg. Nr. Cod. 284 geführt. Die sehr reich geplante Illumination ist, wohl durch seinen Tod 1380 bedingt, nicht zu Ende geführt worden.
- Siegel aus der Schweriner Amtszeit
  - Ein spitzovales Siegel an der Urkunde (MUB) Nr. 8365 vom 24. Juli 1357 im Bestand des Landeshauptarchivs Schwerin.
  - Ein rundes Siegel, das noch an der Urkunde (MUB) Nr. 9184 vom 4. August 1363 hängt und im Landesarchiv Schleswig aufbewahrt wird.